# Arte adrianea

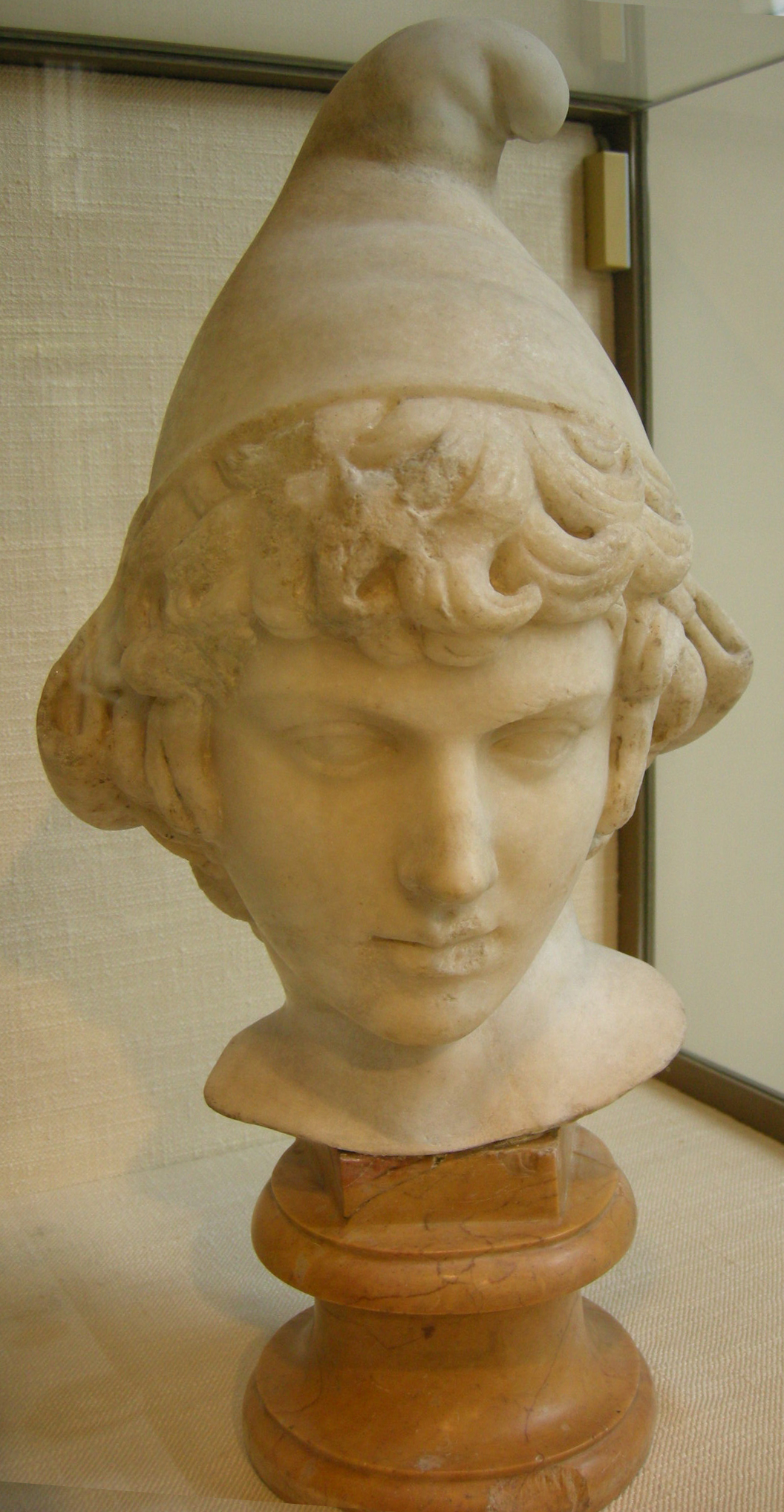
Attis bambino, arte adrianea, Cabinet des Medailles, Parigi

L'arte adrianea è la produzione artistica dell'Impero romano durante il regno dell'imperatore Adriano, indicativamente, dal 117 al 138 d.C. Durante il regno di Adriano il classicismo greco, ripreso da Augusto e superato all'epoca di Traiano, tornò nell'arte ufficiale, ma con un nuovo spirito, più nostalgico, romantico, intellettualmente raffinato.

## Caratteristiche
I fenomeni artistici dell'epoca di Adriano furono per lo più circoscritti, nella loro peculiarità stilistica, ai monumenti ufficiali o a quelli sorti nell'immediata influenza della corte imperiale, a differenza dei periodi immediatamente precedenti (epoca flavia e traianea), i quali interessarono invece più strati sociali e un territorio più vasto, per via delle mutate condizioni di vita della popolazione romana e provinciale.
In questo periodo l'arte romana sviluppò un recupero classicista, legato al gusto e agli interessi del solo sovrano, uomo estremamente colto e raffinato, artista dilettante (pittore e architetto), poeta, letterato, filelleno nel sentimento e nell'indirizzo politico.

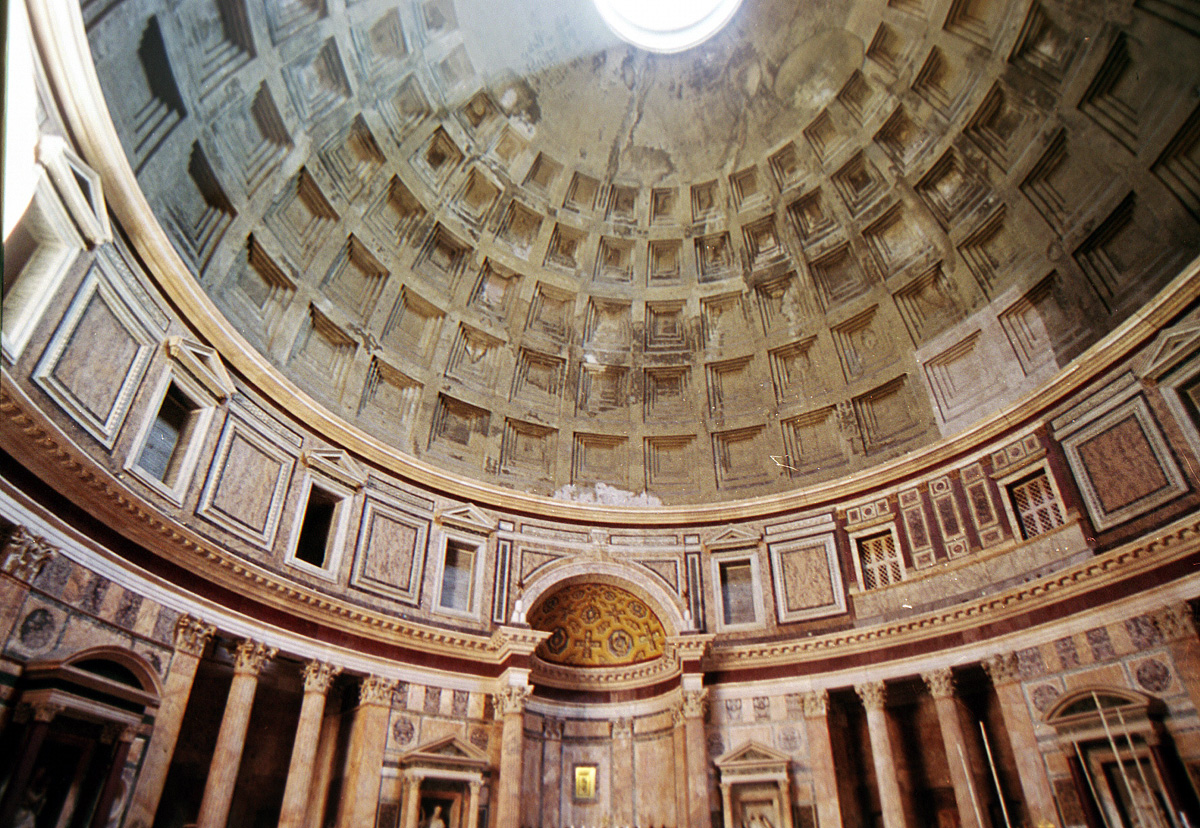
Interno del Pantheon

Il classicismo adrianeo si discostò nettamente dal recupero classico dell'arte augustea (neoatticismo), più freddo e accademico, essendo anche ormai la società romana profondamente cambiata dai tempi del primo imperatore. Sotto Adriano infatti Roma aveva ormai consolidato una società articolata, una cultura propria e un livello artistico notevole e indipendente, non era più ai primi passi e non aveva quindi più bisogno del rigido sostegno degli artisti ateniesi come era avvenuto a cavallo tra il I secolo a.C. e il I secolo d.C. L'amore verso la Grecia classica di Adriano va comunque collocato nell'ambito dell'interesse privato del princeps, non fu un evento di largo raggio che suscitò una vera e propria problematica artistica (un "rinascenza" o "rinascimento"), e svanì con la scomparsa del protagonista. Per questo le opere adrianee, soprattutto nella scultura, sono piacevoli, delicate, nostalgiche, tecnicamente ineccepibili, superiori per inventiva e resa delle opere ripetute programmaticamente nel neoatticismo, ma sono comunque esangui, carenti dal punto di vista del contenuto.
Il classicismo adrianeo era però anche espressione di un programma politico preciso, legato a un avvicinamento del sovrano (e quindi di Roma) alle province di cultura ellenica, prendendo invece le distanze da quelle più distanti e irrequiete (Mesopotamia, Armenia e Arabia), come documentano anche i suoi frequenti viaggi.
Volendo fare un paragone con l'arte moderna, se l'arte augustea ebbe un'attitudine verso la Grecia che potrebbe definirsi una sorta di "neoclassicismo", quella adrianea fu invece un "romanticismo".
Prima che lo studio dell'arte romana venisse liberato dai pregiudizi accademici di stampo neoclassico, l'arte adrianea, assieme a quella dell'epoca di Augusto, erano gli unici periodi ai quali gli studiosi riconoscevano un certo interesse e valore, pur nella generale impostazione di "decadenza" dell'arte dopo la fine del periodo classico greco. Nonostante ciò, la valutazione che si dava dell'arte adrianea era sostanzialmente errato, essendo focalizzato più sulla trasmissione del canone classico che sul contesto dell'epoca. Questa impostazione venne superata dalla Scuola viennese di storia dell'arte.

## Scultura

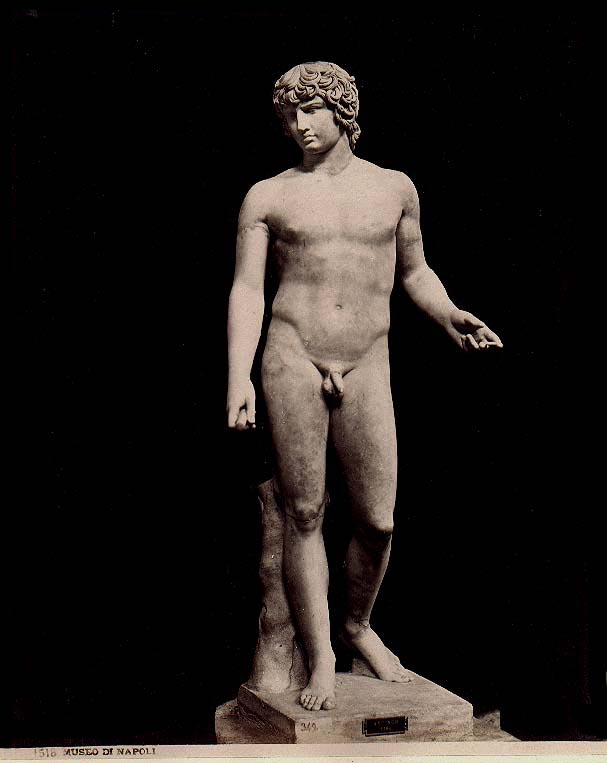
Antinoo Farnese, Napoli

Nell'epoca di Adriano furono numerosissime le copie di opere celebri della Grecia classica, tra i quali spiccano, per eleganza del rilievo, i sarcofagi. La scuola ateniese, tanto influente sull'arte augustea, continuò ad avere un posto nel classicismo adrianeo, ma ben più decisiva era ormai la scuola di Afrodisia, in Caria, che restò fino al V secolo l'officina scultorea più viva e originale, influenzando l'arte di Roma prima e di Costantinopoli poi.
In scultura la creazione più tipica di quest'epoca fu il tipo di Antinoo, amante di Adriano morto giovanissimo e divinizzato. La sua figura, ripetuta con tutte le variazioni possibili, venne effigiata originariamente da un artista probabilmente greco, in un'opera andata perduta. La replica migliore è forse quella dell'Antinoo Farnese al Museo Archeologico Nazionale di Napoli.
Con il tipo di Antinoo ritornò nell'arte antica il tema del nudo virile stante, non in azione ma che dà l'idea di potersi muovere liberamente: lo stesso tema al centro della scultura greca classica del VI-V secolo a.C. Per lo scopo vennero usati i modi derivati da Fidia, trasformati e attualizzati secondo la sensibilità della corte di Adriano.
È interessante notare come tra i pochi nomi di scultori che ci sono pervenuti (attivi per esempio alla villa Adriana), vari provenivano dalla scuola di Afrodisia, nella Caria (Asia Minore), che farebbe pensare a un canale privilegiato tra Roma e le officine di quella zona.

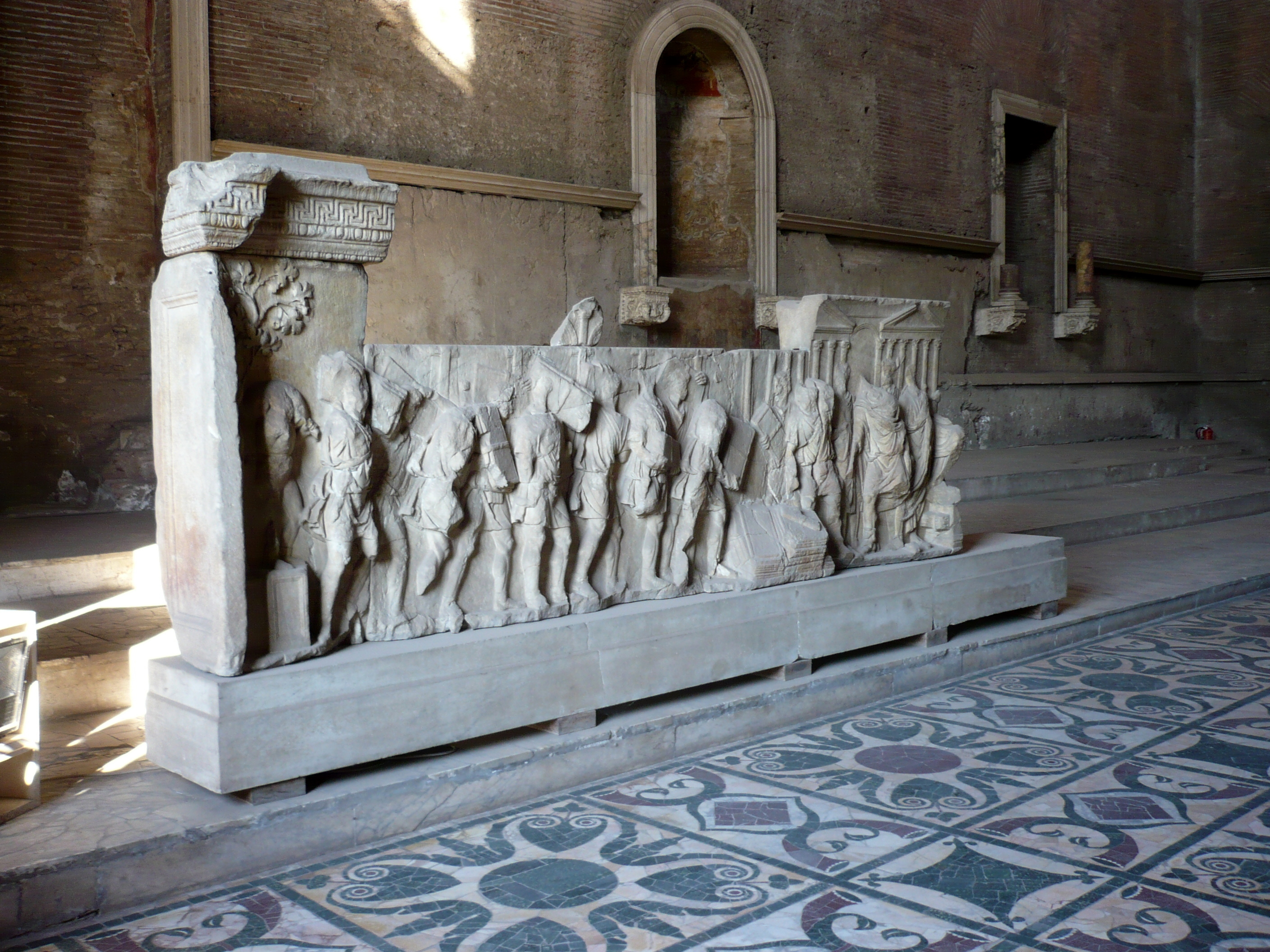
Uno dei cosiddetti "plutei di Traiano" nella Curia romana

La scultura celebrativa e il rilievo storico, genere ben radicato nella società romana, risentirono meno del particolare gusto di Adriano e della sua corte.
Per esempio i cosiddetti plutei di Traiano nella Curia nel Foro Romano, che celebrano i primi atti di governo forse di Traiano o forse di Adriano, che riflettono ancora lo stile traianeo: da uno di questi nacque la leggenda della "vedovella", la cui eco arrivò, tramite l'interpretazione cristiana, anche a Dante (Par. XX, 45). Più statico e con richiami classici è il rilievo della Nuncupatio votorum per un'impresa di Adriano, magari all'epoca del governo della Pannonia, firmato Orestes e oggi diviso in due frammenti al Louvre. Più freddo è il rilievo dei Vota vicennalia di Adriano (137) agli Uffizi.
Di notevole interesse sono gli otto tondi adrianei nell'Arco di Costantino, di provenienza ignota, con scene di caccia imperiale accoppiate a offerte a varie divinità. L'esaltazione della caccia fu infatti una novità del tempo di Adriano, insolita per l'ambiente romano e più tipica delle antiche civiltà orientali fino a Alessandro Magno quale esaltazione eroica del sovrano. Venne inaugurata in quel periodo la tipologia di sarcofagi con la caccia al leone, che ebbe grande diffusione nel III secolo.
In questo periodo iniziò a manifestarsi anche un gusto verso il contrasto tra superfici levigate e mosse, come nel ritratto di Adriano del Museo delle Terme (Roma), dove sono accostate zone lisce e con passaggi molto sfumati (le carni) e zone mosse pittoricamente (la barba, i capelli, ecc.).

## Architettura

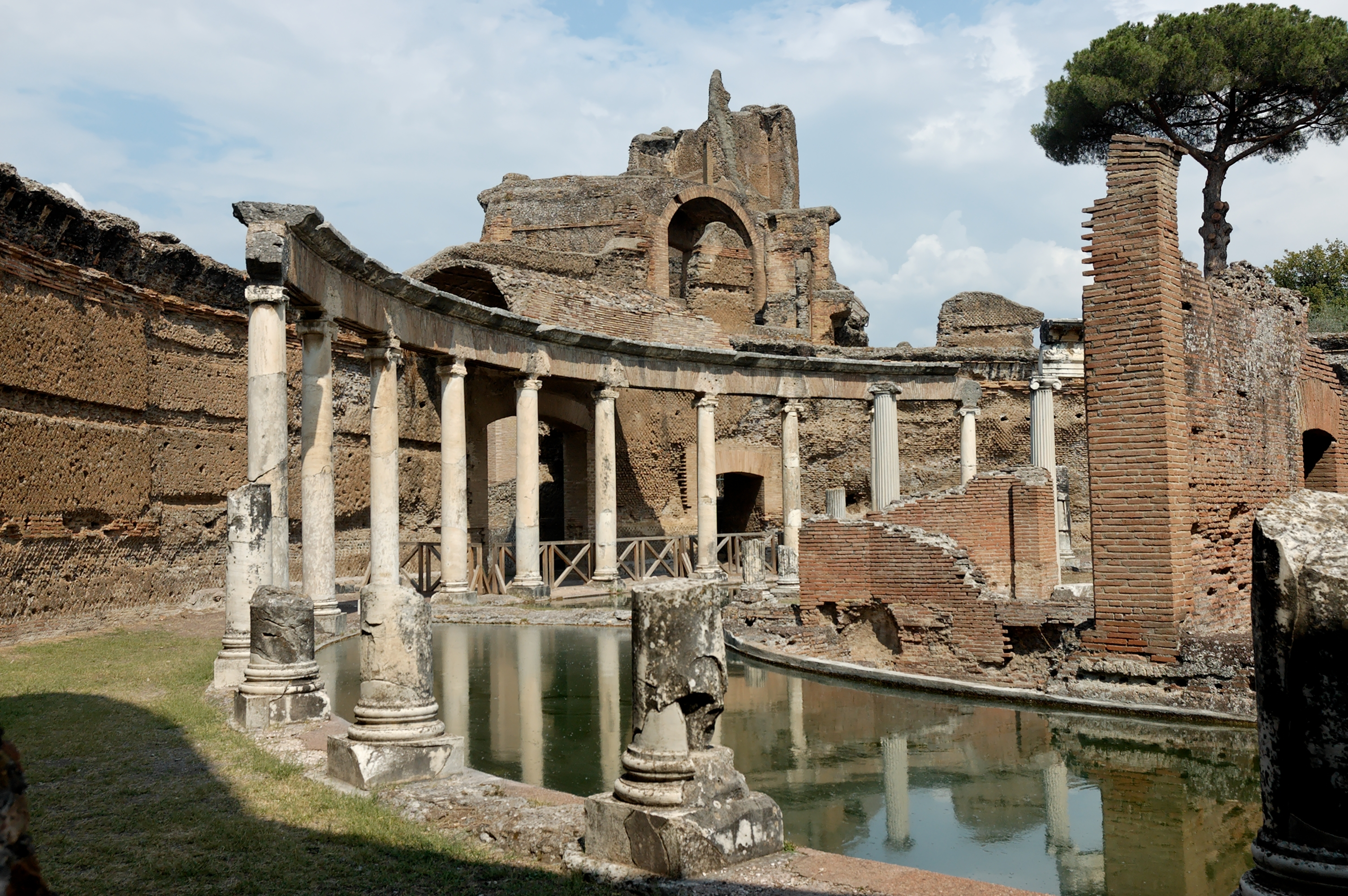
Villa Adriana

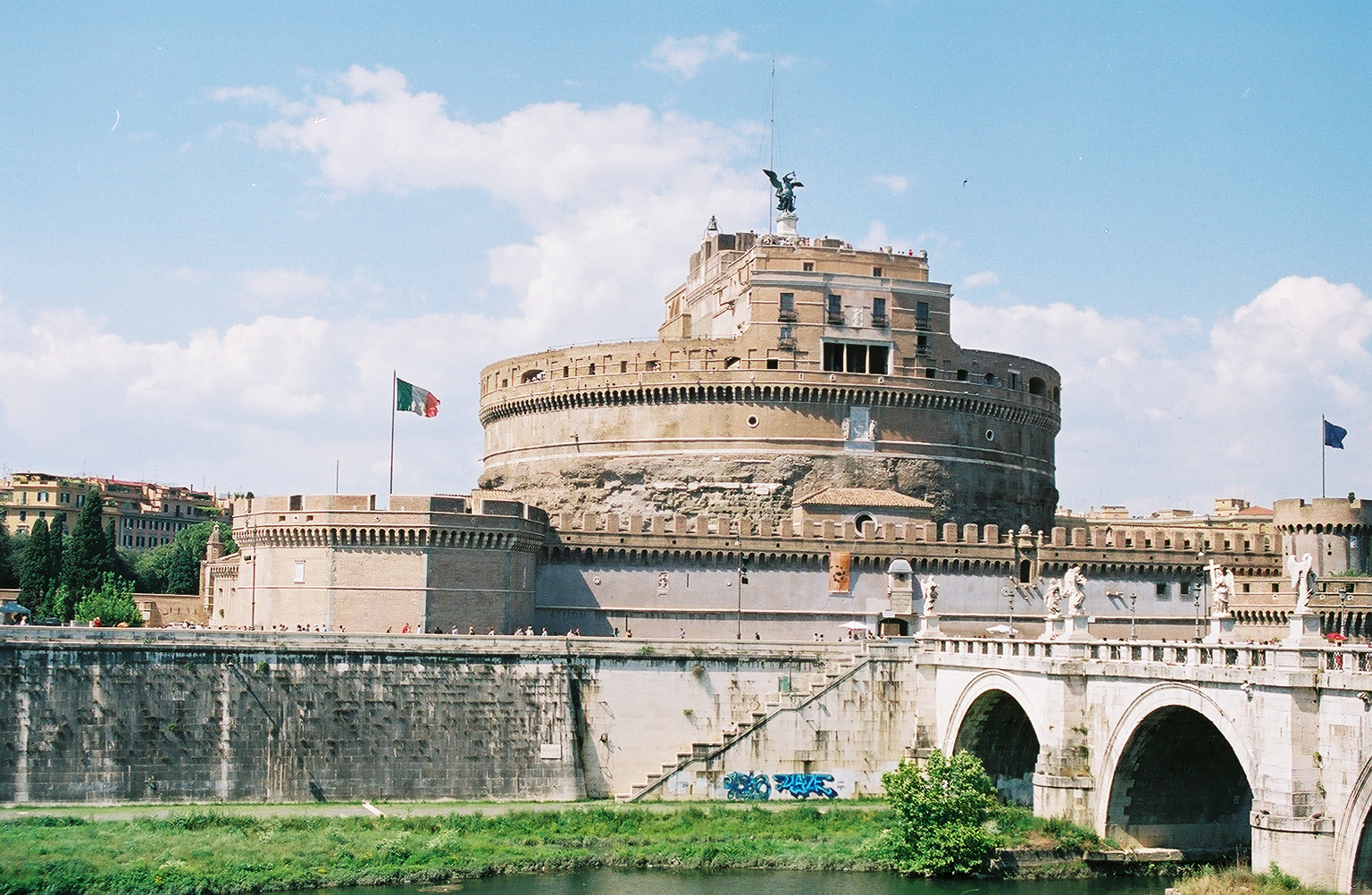
Castel Sant'Angelo (Mausoleo di Adriano)

Il capolavoro dell'epoca di Adriano e dell'architettura romana in generale è il Pantheon, ricostruito dopo un incendio del 110 (i bolli sui mattoni confermano il periodo tra il 115 e il 127) secondo una nuova pianta circolare che comprendeva una vasta aula coperta dalla cupola emiciclica, il cui diametro corrisponde all'altezza dell'edificio. Col Pantheon è chiara la divergenza tra architettura greca e romana: la prima si rivolge essenzialmente all'esterno degli edifici, la seconda mette al centro gli spazi interni. Non si conoscono esempi in Grecia della tipologia architettonica del Pantheon (edificio a base circolare con pronao colonnato organicamente articolato), mentre si hanno forse tracce a Roma in epoca republicana (il tempio B del Largo Argentina).
Grandioso era il tempio di Venere e Roma nel Foro Romano, disegnato dallo stesso imperatore (e criticato da Apollodoro di Damasco, architetto di Traiano).
La villa Adriana di Tivoli fu un'altra grande opera di Adriano, dove la sua passione architettonica poté trovare un campo d'azione libero. Alcune parti del complesso hanno forme particolarmente originali e ardite, sviluppando i modelli passati e anticipando alcune soluzioni dei due secoli successivi. Per esempio la sala a cupola della Piazza d'Oro non ha altri esempi di paragone nel mondo antico: nemmeno nella Domus Aurea si arrivò a espressioni così estreme, nate forse dalle intuizioni libere del sovrano e sviluppate dagli ottimi costruttori.
Opposto idealmente al mausoleo di Augusto, Adriano fece realizzare sulle sponde del Tevere il proprio mausoleo, oggi Castel Sant'Angelo.

## Pittura
Pochi sono i documenti pittorici superstiti di quest'epoca e tutti dimostrano una sostanziale ripetizione dei modelli di decorazione parietale tradizionali, come i piccoli paesaggi entro grandi campiture di colore. Quasi assenti sono le architetture fittizie dipinte. Stucchi bianchi ed eleganti fregi policromi sono stati rinvenuti nel sepolcro degli Anici e Valeri e in quello dei Pancrazi sulla via Latina, forse risalenti al primo periodo antoniniano.

## Mosaico

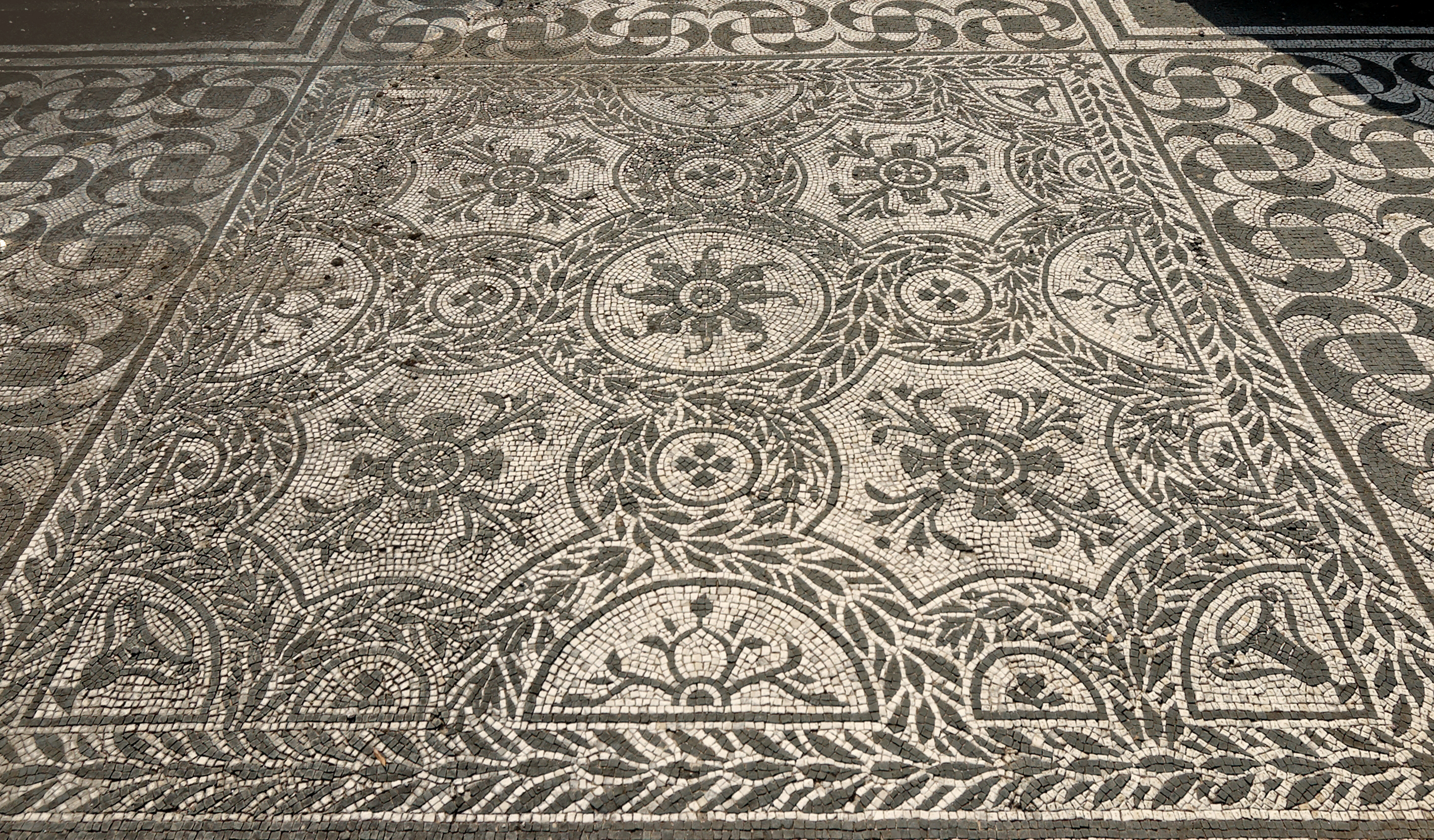
Mosaici pavimentali da Villa Adriana

Tra l'epoca di Adriano e quella degli Antonini continuò la produzione di mosaici policromi imitanti la pittura, derivati dalla tradizione ellenistica, ai quali si aggiunsero i nuovi mosaici in tessere bianche e nere, sia figurati che decorativi. Essi vennero impiegati largamente nelle terme, negli ambienti di uso pubblico e nelle abitazioni meno lussuose, combinando la semplicità e economicità con una vastissima gamma di variazioni possibili.

## Arte provinciale

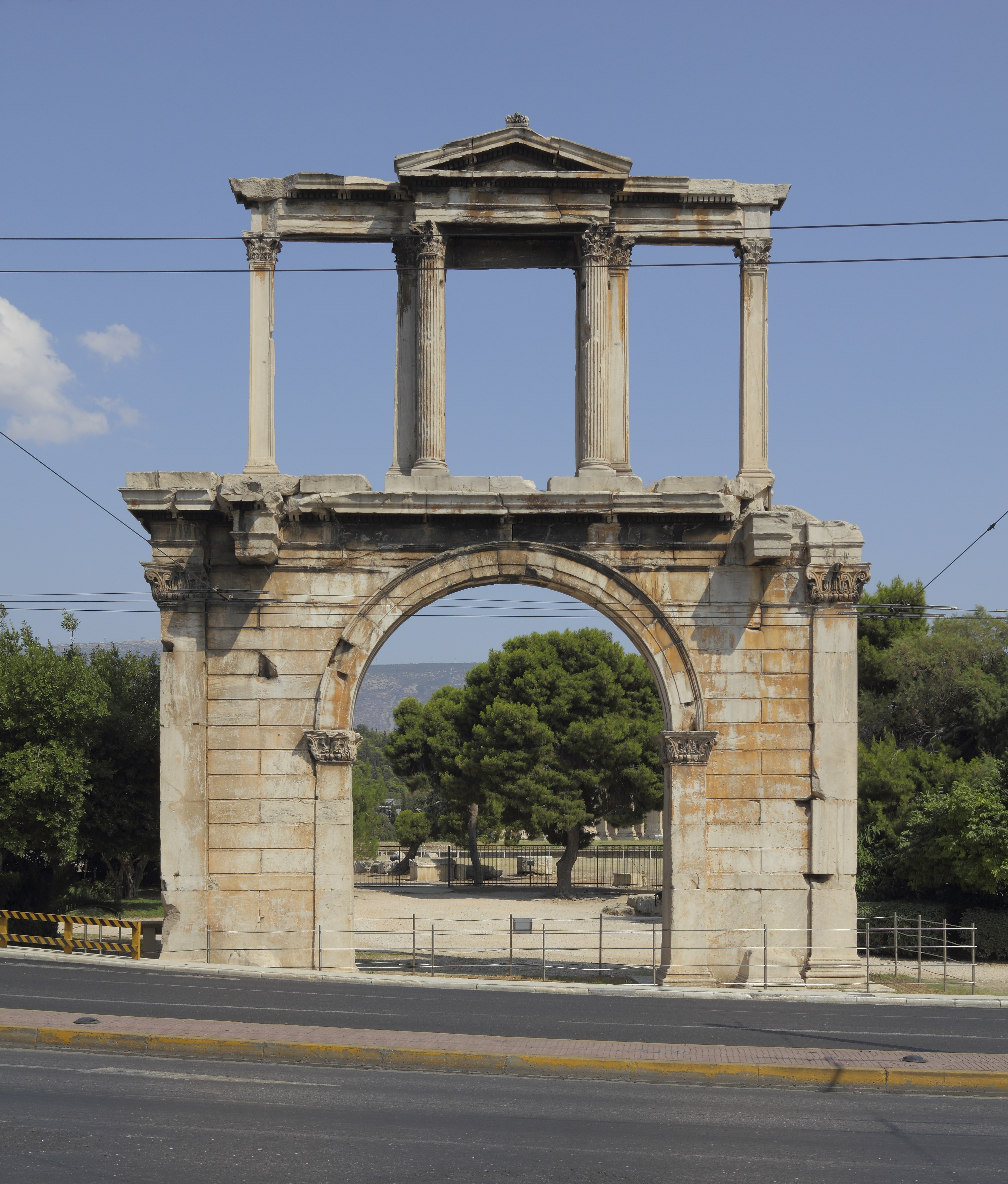
L'arco di Adriano ad Atene.

Adriano fece intraprendere la costruzione di almeno qualche edificio in quasi ciascuna delle città toccate dai suoi frequenti viaggi, come ci tramanda il suo biografo. Le opere più rilevanti interessarono Atene, città d'elezione di Adriano, dove venne completato l'Olympeion, venne innalzata una biblioteca monumentale (con 10 colonne in marmo pavonazzetto e pareti incrostate di marmi preziosi), il tempio di Hera e di Zeus Panellenios, un Pantheon e altri edifici. Lungo le mura cittadine fece costruire un arco a suo nome, dal disegno mistilineo ispirato all'ellenismo.